# ポンツァーノ・ヴェーネト
ポンツァーノ・ヴェーネト（伊: Ponzano Veneto）は、イタリア共和国ヴェネト州トレヴィーゾ県にある、人口約13,000人の基礎自治体（コムーネ）。

## 地理

### 位置・広がり

#### 隣接コムーネ
隣接するコムーネは以下の通り。
- パエーゼ
- ポヴェリアーノ
- トレヴィーゾ
- ヴィッロルバ
- ヴォルパーゴ・デル・モンテッロ

### 気候分類・地震分類
気候分類では、zona E, 2408 GGに分類される。
また、イタリアの地震リスク階級 (it) では、zona 2 (sismicità media) に分類される。

## 行政

### 分離集落
ポンツァーノ・ヴェーネトには、以下の分離集落（フラツィオーネ）がある。
- Merlengo, Paderno (sede comunale), Ponzano